# Křížová cesta (Pavlov)
Křížová cesta v Pavlově na Šumpersku se nachází v místech zaniklé vsi Střítěž v lesích západně od Pavlova. Je chráněna jako nemovitá Kulturní památka České republiky.

## Historie
Křížovou cestu tvoří dvanáct kamenných sloupků s nikou a pašijovým obrázkem, kaple Panny Marie a dřevěný misijní kříž. Zastavení pocházejí z roku 1840 a jsou zhotovena z maletínského pískovce. Podle datace na posledním sloupku byla křížová cesta opravována roku 1907. Původní obrazy malované na plechu byly ze sloupků odcizeny, na začátku 21. století byly nahrazeny novými obrazy s pašijovou tematikou od místního umělce Petra Herziga Dubnického.
Čelní fasáda samostatně stojící zděné emírové kaple Panny Marie má podobu edikuly, kdy dva mohutné přízemní sloupy portálu s dórskými hlavicemi nesou hmotnou římsu. V interiéru se nachází jednoduchý zděný oltář, původně doplněný soškami svatého Huberta a svatého Josefa. Po pravé straně kaple je umístěn dřevěný misijní kříž.
Poutní areál je posledním odkazem na stále živý kult Panny Marie Střítežské.

### Zajímavosti
Ves Střítěž byla zpustošena během uherských válek v 60. – 70. letech 15. století. Jedinou dochovanou stavbou zde zůstala hájenka časem přeměněná na myslivnu, která je známá z příběhů o lišce Bystroušce.